# 京紫
京紫（きょうむらさき）とは、一般的には紫草で染めた赤味の紫のこと。また、青味の紫であるという説もある。
古来の紫色が、江戸時代に広まった南部紫、鹿角紫、江戸紫との差別化のため産地の名を冠して呼ばれるようになったもの。古代紫と同色という説もあるが、それよりも明るい色を指すとも言われる。

## 概要
京紫と江戸紫の違いについては諸説ある。
喜多川守貞の『守貞漫稿』には「是今云江戸紫者青勝也、京紫は赤勝にて」とあり、ここでは江戸紫が青色がち、京紫が赤色がちとされている。一方で、伊勢貞丈の『安斎随筆』には「今世京紫といふ色は紫の正色なり。今江戸紫といふは杜若の花の色の如し。是葡萄染なり。」とあり、葡萄染は山葡萄の果皮の色を模したワインレッドに近い色である。こちらでは『守貞漫稿』とは逆に江戸紫が赤色がち、京紫が青色がちとされている。